# شون تيل (ممثل)
شون تيل (مواليد 18 يونيو 1992) هو ممثل بريطاني، أشتهر بأدواره في مسلسلات عهد، بشرات والموهوبين.

## روابط خارجية
- شون تيل على موقع IMDb (الإنجليزية)
- شون تيل على موقع ألو سيني (الفرنسية)
- شون تيل على موقع أول موفي (الإنجليزية)
- شون تيل على موقع قاعدة بيانات الفيلم (الإنجليزية)
- شون تيل على موقع كينوبويسك (الروسية)